# Heldenbissen
Der Heldenbissen ist ein alter Brauch, der dem größten an einem Festmahl teilnehmenden Krieger das beste Stück des Bratens zuerkennt.

## Der Heldenbissen
Mit diesem Fleischstück war – besonders in Irland – das größte, beste und fetteste Stück des gebratenen Schweines gemeint. Auch das Recht auf den Anschnitt war damit verbunden. In Gräbern der Latènezeit wurden regelmäßig Reste von Schweinen und Gänsen gefunden, die von den Archäologen als Heldenbissen-Grabbeigaben gedeutet werden. Nicht nur Männern, auch kriegerischen Frauen wurde diese posthume Ehrung zu teil.

## Geschichte
Schon bei den Achäern ist nach Poseidonios (bei Athenaios und Diodor) der Heldenbissen gängiges Brauchtum. Diodor verweist auf Homers Ilias, wo Ajax dem Großen nach seinem siegreichen Kampf gegen Hektor von den anderen griechischen Anführern diese Ehre gewährt wird.

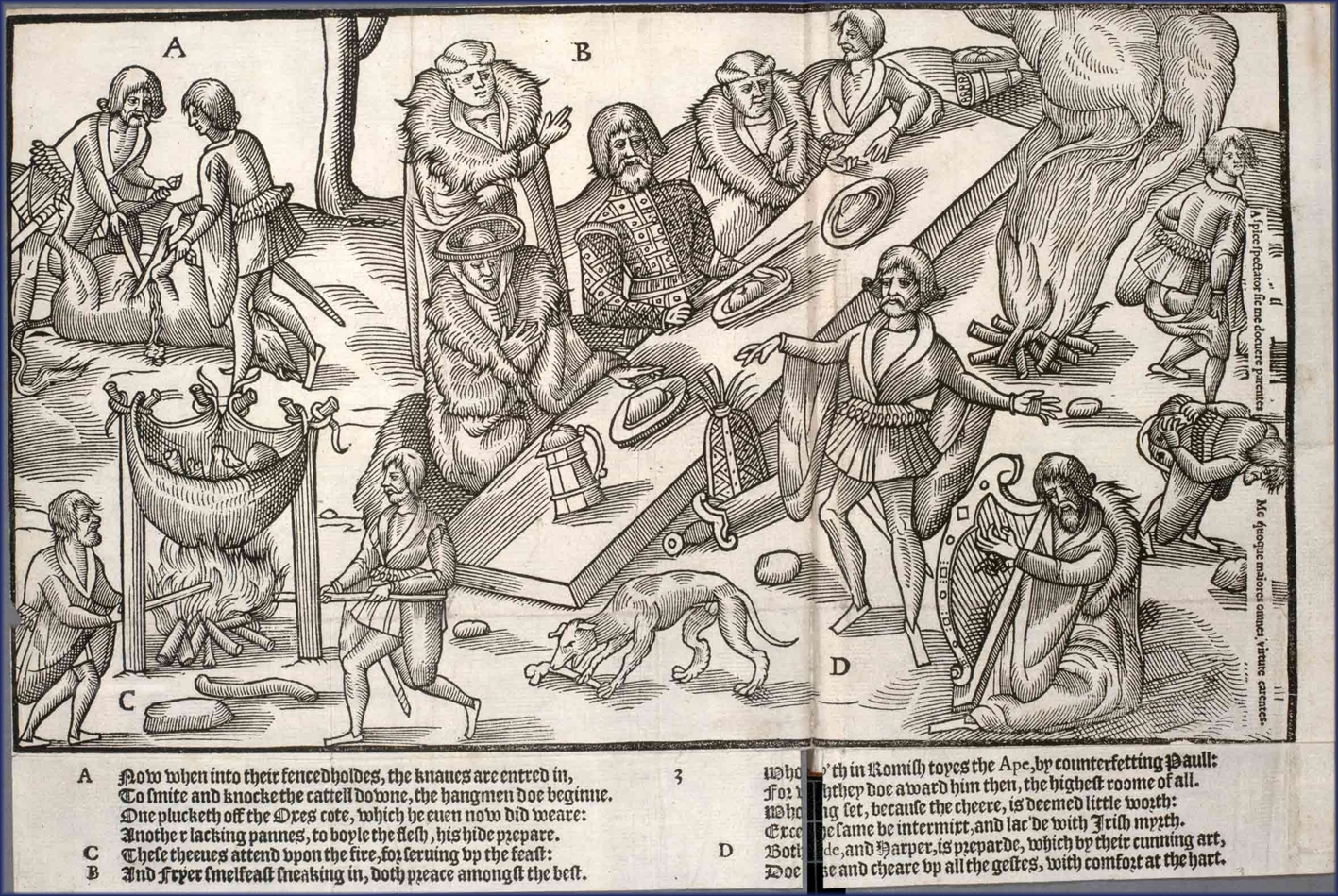
Irisches Festgelage – Holzschnitt aus „The Image of Irelande“, John Derrick, 1581

Eine besondere Stellung erlangte der Heldenbissen bei den Kelten. Dieser curad-mír ['kurað m'iːr'] stand nur dem tapfersten der anwesenden Krieger zu, im Zweifelsfalle wurde um diese Ehre manchmal bis zum Tode gekämpft. In jedem Falle ging ein wilder Disput der Fleischverteilung voran, der Balcbríathra Bodba ‚Starke Worte der Bodb‘ genannt wurde. In der Sage Fled Bricrenn ‚Bricrius Fest‘ und in König Cú Roís Burg Cathair streiten die Ulster-Helden Cú Chulainn, Conall Cernach und Loegaire Buadach darum und überbieten sich in Kampf-Kunststücken. Zuletzt gewinnt Cú Chulainn den Wettstreit und den Heldenbissen.
In einer anderen Sage, Scéla mucce Meic Dathó ‚Die Geschichte von Mac Dathós Schwein‘ streiten der Connacht-Krieger Cet mac Mágach und Conall Cernach um den Heldenbissen. Der schwächere Cet gibt schließlich nach, Conall setzt sich zum gebratenen Schwein und nimmt sich den besten Bissen.

„Er begann das Schwein zu zerlegen. Dann nahm er das Ende des Bauches in seinen Mund, bis er ihn zerteilt hatte und er saugte [das Fett] an dem Bauch, der schwer genug für einen Mann gewesen wäre, bis nichts mehr übrig war. Die Vorderfüße aber ließ er den Connachtleuten, denen ihr Anteil sehr gering erschien […]“